# Hyalobathra illectalis
Hyalobathra illectalis là một loài bướm đêm trong họ Crambidae.